# Verteidigerausschluss
Als Verteidigerausschluss wird im Strafprozessrecht das Verfahren zum Ausschluss eines Strafverteidigers von der Vertretung des Beschuldigten bezeichnet.

## Deutschland

### Hintergrund
Im Februar 1973 erklärte das Bundesverfassungsgericht die bisherige Praxis der Strafgerichte, Strafverteidiger auch ohne eine ausdrückliche gesetzliche Regelung von der Vertretung des Angeklagten auszuschließen, wegen Verstoßes gegen den Gesetzesvorbehalt des Art. 12 GG für verfassungswidrig. Daraufhin führte der Gesetzgeber zum 1. Januar 1975 eine gesetzliche Regelung zum Verteidigerausschluss in den §§ 138a bis 138d der Strafprozessordnung (StPO) ein. Diese Regelung erklärte das Bundesverfassungsgericht im Juli 1975 für mit dem Grundgesetz vereinbar.

### Voraussetzungen
Die Voraussetzungen, unter denen ein Verteidiger von der Vertretung des Angeklagten ausgeschlossen werden darf, sind in den §§ 138a und 138b StPO abschließend geregelt. Andere Handlungen des Verteidigers berechtigen selbst dann nicht zum Ausschluss des Verteidigers, wenn diese einen Straftatbestand erfüllen (z. B. Beleidigung des Gerichts).
Ein Verteidiger darf nach § 138a Abs. 1 StPO von der Vertretung des Angeklagten ausgeschlossen werden, wenn:
- der Verteidiger an der Tat selbst beteiligt ist. Unter Beteiligung sind die Teilnahmeformen der §§ 25–27 StGB zu verstehen, also neben der (mittelbaren) Täterschaft auch die Anstiftung und die Beihilfe. Andere Formen der Beteiligung genügen nicht. Bei Straftaten, die nur auf Antrag verfolgt werden, ist ein Strafantrag gegen den Verteidiger nicht erforderlich, solange die Tat auch berufsrechtlich verfolgt werden kann.[5]
- der Verteidiger sein Recht auf freien Verkehr mit einem Gefangenen zur Begehung von Straftaten missbraucht oder die Sicherheit der Justizvollzugsanstalt in erheblichem Maße gefährdet. Grundsätzlich kommt jede vorwerfbare Straftat in Betracht, wobei das Verhältnismäßigkeitsprinzip zu beachten ist (insbesondere bei Antragsdelikten). Die bloße Möglichkeit, dass der Verteidiger in Zukunft Straftaten begehen wird, reicht nicht.[6] Die Sicherheit der Justizvollzugsanstalt wird dann in erheblichem Maße gefährdet, wenn der Verteidiger sein Besuchsrecht missbraucht, um Waffen oder Ausbruchswerkzeuge in die Justizvollzugsanstalt zu schmuggeln.[7]
- der Verteidiger eine Strafvereitelung, Hehlerei, Datenhehlerei oder Begünstigung im Bezug auf die Tat des Angeklagten begangen hat

Es muss mindestens ein hinreichender Tatverdacht vorliegen, der die Eröffnung des Hauptverfahrens gegen den Verteidiger wegen dieser Tat rechtfertigen würde.
Der Verteidigerausschluss wirkt grundsätzlich lebenslang. Er ist vom Gericht aufzuheben, wenn der Verteidiger rechtskräftig freigesprochen wurde oder wenn binnen einem Jahr seit Erlass der Entscheidung das Hauptverfahren gegen den Verteidiger nicht eröffnet wurde. (§ 138a Abs. 3 StPO)
Einen zusätzlichen Ausschließungsgrund in Staatsschutzsachen bestimmt § 138b StPO. Die Vorschrift setzt in diesen Fällen für den Verteidigerausschluss einen auf bestimmte Tatsachen gestützten Verdacht voraus, dass die Mitwirkung des Verteidigers eine Gefahr für die innere oder äußere Sicherheit des Staates herbeiführen würde und die naheliegende Möglichkeit eines Schadenseintritts besteht.

### Verfahren
Nach § 138c Abs. 1 StPO ist für die Entscheidung über einen Verteidigerausschluss das Oberlandesgericht sachlich zuständig; in Staatsschutzsachen oder wenn die Hauptsache vor dem Bundesgerichtshof anhängig ist, ist dieser zuständig. Die Entscheidung darf nicht vom Senat der Hauptsache getroffen werden.
Der Antrag auf Ausschluss des Verteidigers ist vom Gericht, bei dem die Hauptsache anhängig ist, zu stellen. Soll der Verteidiger im Ermittlungsverfahren oder nach rechtskräftigem Abschluss des Strafverfahrens ausgeschlossen werden, ist die Staatsanwaltschaft zuständig. (§ 138c Abs. 2 StPO) Inhaltlich werden an den Antrag dieselben Anforderungen gestellt, die an eine Anklageschrift gestellt werden; insbesondere müssen die begründenden Tatsachen substantiiert dargelegt werden, wobei die Gerichte hier einen strengen Maßstab anlegen. Eine bloße Bezugnahme auf beigefügte Anlagen reicht nicht. Insbesondere wenn der Verteidiger wegen Strafvereitelung ausgeschlossen werden, müssen auch substantiierte Darlegungen zum Vorsatz des Verteidigers getroffen werden.
Stellt sich der Antrag nicht bereits als unzulässig oder offensichtlich unbegründet dar, führt das Gericht eine mündliche Verhandlung durch. (§ 138d Abs. 1 StPO) Der Verteidiger ist mit einer Frist von einer Woche zur mündlichen Verhandlung zu laden; diese Frist kann auf drei Tage verkürzt werden. (§ 138d Abs. 2 StPO) Bleibt der Verteidiger unentschuldigt der mündlichen Verhandlung fern, kann in seiner Abwesenheit verhandelt werden, wenn in der Ladung auf diese Rechtsfolge hingewiesen wurde. (§ 138d Abs. 3 StPO) 
Die mündliche Verhandlung findet unter Ausschluss der Öffentlichkeit statt; die anwesenden Beteiligten sind zu hören. Das Gericht entscheidet über den Sachverhalt nach pflichtgemäßem Ermessen auf Grundlage des vorgetragenen Sachverhalts; zu eigenen Ermittlungen ist das Gericht nicht befugt. Über die mündliche Verhandlung ist ein Protokoll zu führen. (§ 138d Abs. 4 StPO) Ob dem Verteidiger das Recht zusteht, sich in der mündlichen Verhandlung durch einen anderen Verteidiger verteidigen zu lassen, ist in der Rechtsprechung umstritten.
Die Entscheidung ergeht durch Beschluss. Sie ist zum Schluss der mündlichen Verhandlung zu verkünden, spätestens aber innerhalb einer Woche nach der mündlichen Verhandlung zu erlassen. (§ 138d Abs. 5 StPO) Wird der Antrag abgelehnt, ist hiergegen kein Rechtsmittel gegeben; wird dem Antrag stattgegeben, steht dem betroffenen Verteidiger die sofortige Beschwerde zum Bundesgerichtshof offen. (§ 138d Abs. 6 StPO)

### Rechtsfolgen
Der Ausschluss des Verteidigers führt dazu, dass der Verteidiger von der Vertretung des Angeklagten in sämtlichen Verfahren ausgeschlossen ist. Das gilt nicht nur für das Ausgangsverfahren, sondern auch für sämtliche andere Strafverfahren, Bußgeldverfahren und Verfahren vor Ehren- und Berufsgerichten, ferner auch für die Vertretung in Vollstreckungs-, Vollzugs-, Gnaden- und Wiederaufnahmeverfahren. Auch erlischt das Besuchsrecht des Verteidigers in der Justizvollzugsanstalt, in der der Angeklagte inhaftiert ist. (§ 138a Abs. 4 StPO) Ebenso ist der Verteidiger von der Vertretung anderer Angeklagter im selben Verfahren ausgeschlossen. (§ 138a Abs. 5 StPO)
Wurde ein Verteidiger erfolgreich von der Vertretung des Angeklagten ausgeschlossen, tritt nach § 140 Abs. 1 Nr. 8 StPO ein Fall der notwendigen Verteidigung ein; dem Angeklagten ist somit ein Pflichtverteidiger zu bestellen.

## Rechtslage in anderen Staaten
Im österreichischen Recht richtet sich der Ausschluss des Verteidigers nach § 60 der Strafprozeßordnung 1975 (StPO).
In Liechtenstein enthält § 25 Abs. 1 der dortigen Strafprozessordnung (StPO) eine deckungsgleiche Regelung zum Ausschluss des Verteidigers. Der Verteidigerausschluss erfolgt durch Beschluss (§ 60 Abs. 2; § 25 Abs. 1a Satz 1) und muss nach Wegfall der Voraussetzungen aufgehoben werden (§ 60 Abs. 3; § 25 Abs. 1a Satz 3).
Die Schweizerische Strafprozessordnung (StPO) enthält keine Grundlage für den formellen Verfahrensausschluss eines Strafverteidigers. Gleichwohl ist ein Verteidigerausschluss nach der Rechtsprechung des Bundesgerichts möglich.